# أندرياس حداد
أندرياس دانيال جبرائيل حداد, سابقا أندرياس دانيال جبرائيل توراندير; ولد في 5 أيار / مايو 1982) وهو سويدي-آشوري، لاعب كرة القدم معتزل كان يلعب بمركز المهاجم. وهو حالياً مدير نادي سودرتاليا.
في يناير 2008، وقع عقدًا مع النادي لمدة عام ونصف، ولكن تم إلغاء العقد بعد شهرين فقط بسبب الإصابات. لعب حداد أيضاً مع نادي آسيريسكا السويدي، ولفترة قصيرة في الجانب النرويجي ليليستروم كورونا على سبيل الإعارة. ثم وقعت عليها في عام 2006. لم لكسب الاتصال الوطنية السويدية فريق كرة القدم وبالتالي يمكن أن تلعب تركيا أو العراق يجب عليه اختيار واحد منهم.
قام مؤخراً باللعبلنادي آسيريسكا على الجانب السويدي، لكنه ترك النادي في ديسمبر 2015.
في نادي ليليستورم، يعتبر حداد بطلاً. خلال الفترة التي قضاها في النادي، تم تشكيل مجموعة فرعية للراعي الرسمي كاناري فانسن، تسمى فريق حداد. على الرغم من أن فترة تعويذته في النادي كانت قصيرة، إلا أنه يُذكر بأنه لاعب موهوب.

## وصلات خارجية
- أندرياس حداد على موقع اتحاد السويد (السويدية)
- أندرياس حداد على موقع قاعدة بيانات كرة القدم.إي يو (الإنجليزية)
- أندرياس حداد على موقع Soccerway.com (الإنجليزية)

- Weltfussball على موقع واي باك مشين (نسخة محفوظة 29 September 2007)
- قالب:Svenskfotboll
- قالب:Svenskfotboll